# AP&T
AP&T AB är ett industriföretag verksamt i plåtformningsindustrin och moderbolag för AP&T-koncernen. Företaget utvecklar och tillverkar kompletta produktionssystem, automationsutrustning, pressar, verktyg samt servicetjänster till företag som i sin tur producerar formpressade plåtdetaljer. Kunderna finns bland annat inom fordonsindustrin, tillverkare av värmeväxlare, ventilationsprodukter och takavrinningsprodukter. AP&T har huvudkontor i Ulricehamn samt produktionsanläggningar i Ulricehamn, Tranemo och Brescia i Italien genom dotterbolaget NORDA S.p.A.

## Historia
AP&T har rötter i tidigt 1960-tal då två av tre företag som ligger till grund för AP&T startades.

### Lagan Press
År 1963 startade Bertil Åberg tillverkning av hydrauliska pressar i sitt nybildade företag, Lagan Press. På detta sätt kunde han snabbt få fram de reservdelar och stylingdetaljer till amerikanska bilar som han tidigare importerat och sålt. Han valde bort mekaniska pressar då de skulle göra detaljerna alltför dyra. Bertil Åberg övervägde istället hydrauliska pressar från Tyskland men konstaterade att de var både dyra och komplicerade. Detta var grunden till Åbergs beslut om att tillverka egna pressar.

### VIBAB
Under samma tidiga 60-tal startade Stig Gunnarson och Janne Merlander ett litet verktygsmakeri i Blidsberg. De första produkterna var stångklippningsmaskiner samt pressverktyg till olika branscher. Verksamheten, som inleddes i ett gammalt hönshus, skulle senare bli en framgångsrik verktygstillverkare under namnet VIBAB (Verktygsindustri i Blidsberg AB).

### Tranemo Hydraulmaskiner
På Lagan press fick två anställda, Håkan Sallander och Bertil Jonsson, idéer om stabilare hydrauliska pressar för flera operationer på samma pressbord. Företagets VD Bertil Åberg lyssnade dock inte på idén vilket resulterade i att de initiativrika medarbetarna startade en konkurrerande verksamhet. År 1970 startade Sallander och Jonsson Tranemo Hydraulmaskiner.

### Sammanslagning
I början av 1980-talet sålde Bertil Åberg Lagan Press som efter ytterligare några år blev en del av ASEA (nuvarande ABB). Samtliga bolag; Lagan Press, Tranemo Hydraulmaskiner och VIBAB var vi denna tiden enbart verksamma lokalt på den svenska marknaden. Genom att år 1989 välja att gå samman till ett företag kunde de satsa på exportmarknaden tillsammans och samtidigt erbjuda kompletta lösningar.

### Global expansion
Under 1990-talet tredubblades omsättningen för AP&T. Egna sälj- och servicebolag startades i Tyskland, USA och Danmark. Det italienska företaget NORDA köptes 1991, och 1994 tillkom det svenska Talent AB. 2001 startades egna sälj- och servicebolag i Storbritannien och Japan, och sedan 2007 finns AP&T representerat med ett eget sälj- och servicebolag i Polen. Närvaron i Asien förstärktes under 2009 i och med att AP&T startade ett eget sälj- och servicebolag i Shanghai, Kina.
2014 firade företaget 50 år och finns nu representerade på tre kontinenter.

## Verksamhet

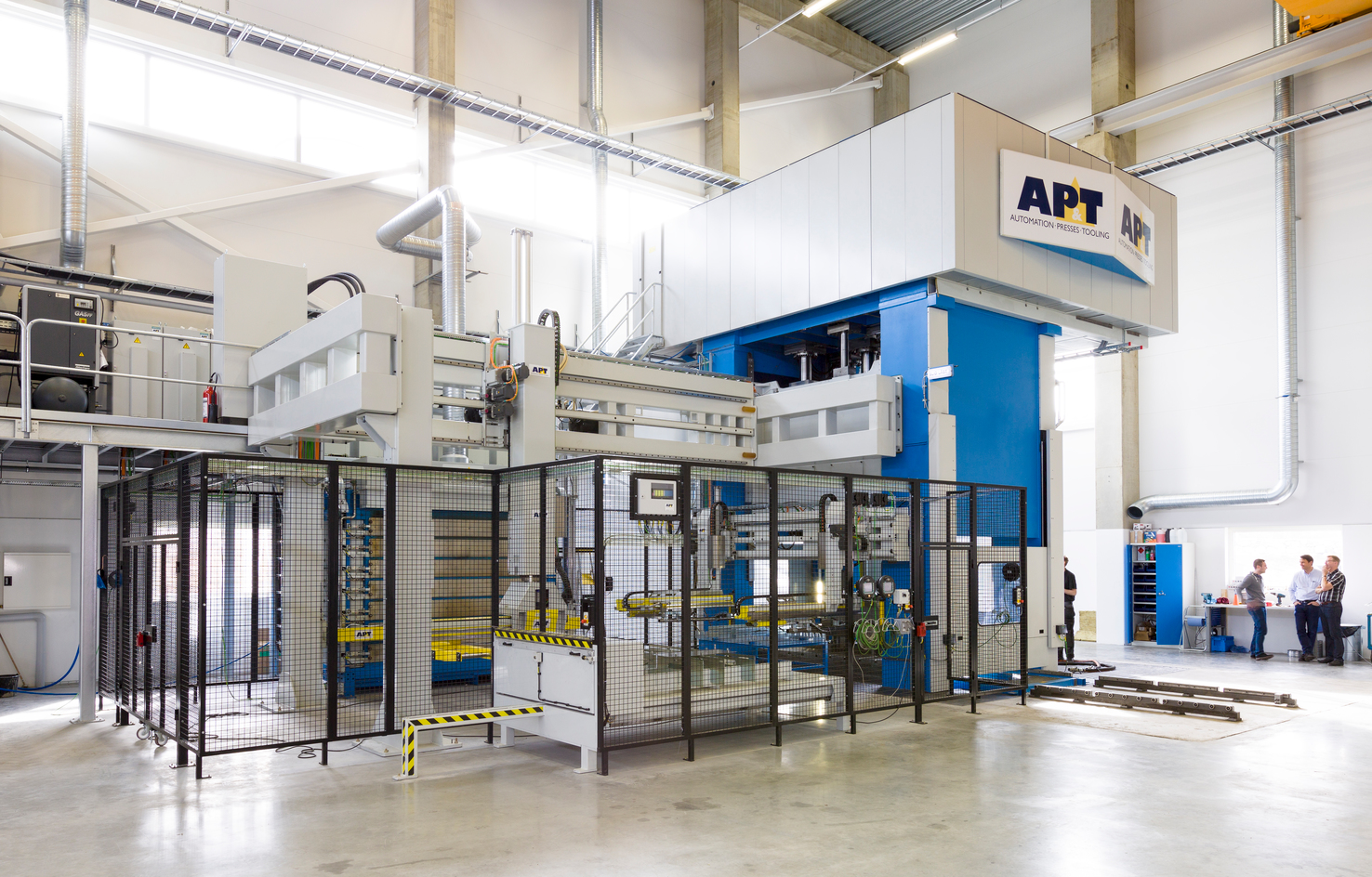
En komplett produktionslinje för presshärdning byggd av AP&T.

AP&T förser den plåtformande industrin med kompletta produktionssystem samt eftermarknadstjänster som service- och reservdelslösningar, ombyggnader och utbildning. Företaget har egen tillverkning av automation, pressar och verktyg.
- Kompletta produktionssystem – Merparten av AP&T:s omsättning kommer från försäljning av kompletta produktionssystem inom de nischer som man valt att fokusera på. Under 2010-talet har linjer för presshärdning av fordonskomponenter varit den största enskilda nischen.
- Automation – AP&T tillverkar automationsprodukter för hantering av plåt i pressoperationer. Ämnesmatare, pressrobotar och transfersystem baserade på linjär automation, samt tillbehör och styrsystem.
- Pressar – AP&T tillverkar hydrauliska pressar för plåtformning med presskrafter mellan 1.000 och 120.000 kN. I produktprogrammet finns standardpressar för produktion av bland annat presshärdade fordonskomponenter, värmeväxlarplattor, ventilations- och takavrinningsprodukter.
- Verktyg – AP&T tillverkar verktyg för plåtformning med färdiga produktionskoncept för tillverkning av presshärdade fordonskomponenter, värmeväxlarplattor, ventilations- och takavrinningsprodukter.

### Forskning och utveckling
AP&T bedriver egen forskning och utveckling inom plåtformning och samarbetar med svenska och internationella forskningscentra kring utveckling av material, metoder och produktionssystem.